# Манкејто (Минесота)
Манкејто (енгл. Mankato) град је у америчкој савезној држави Минесота.

## Демографија
По попису из 2010. године број становника је 39.309, што је 6.882 (21,2%) становника више него 2000. године.
| Група             | 2000.          | 2010.          |
| Белци             | 29.670 (91,5%) | 34.656 (88,2%) |
| Афроамериканци    | 616 (1,9%)     | 1.583 (4,0%)   |
| Азијати           | 911 (2,8%)     | 1.094 (2,8%)   |
| Хиспаноамериканци | 719 (2,2%)     | 1.153 (2,9%)   |
| Укупно            | 32.427         | 39.309         |